# Alte Brücke (Hasankeyf)
Die Alte Brücke (türkisch Eski Köprü), auch Alte Tigris-Brücke über den Tigris in Hasankeyf in der türkischen Provinz Batman wurde zwischen 1147 und 1167 von den Ortoqiden errichtet. Nach Zerstörungen wurde die Brücke von den Ayyubiden und den Aq Qoyunlu im 14. und 15. Jahrhundert instand gesetzt und stürzte wahrscheinlich Mitte des 17. Jahrhunderts ein. Von der einstmals vierbogigen Steinbrücke sind heute nur die Brückenpfeiler und ein kleinerer Bogen erhalten. Im Jahr 2020 wurden Stadt und Brücke im Rahmen eines Staudammprojekts durch Aufstauung des Tigris überflutet.

## Datierung des Bauwerks
Vermutlich wurde die Brücke in der Mitte des 12. Jahrhunderts errichtet, irgendwann zwischen 1147 und 1167. Im späten 19. und frühen 20. Jahrhundert war der Baubeginn auf das islamische Jahr 510 AH (1116/17) datiert worden, auf der Grundlage eines anonymen Geschichtsschreibers, der die Schrift Surat al-Ard des Geographen und Schriftstellers Ibn Hauqal nach 534 AH (1139/40) kommentiert hatte. Das neue Bauwerk soll auf den Fundamenten einer älteren Brücke errichtet worden sein. Der englische Historiker Guy Le Strange nutzte die Reisebeschreibung von Ibn Hauqal, um zu beweisen, dass die Brücke 510 AH (1116/17) von dem Ortoqiden Kara Arslan erbaut wurde, der zu jener Zeit Fürst von Hasankeyf war. Den gleichen Zeitraum nannte auch Henry Hoyle Howorth, der sich dabei auf Aufzeichnungen des Hamdaniden-Herrschers Saif ad-Daula bezog.
Nach genauerem Studium von Manuskripten des arabischen Historikers Ibn al-Azraq al-Fariqi (um 1116–1176) in der British Library verwarf man das Baudatum 510 AH. Al-Fariqi schrieb, dass die Brücke auf Anweisung von Kara Arslan gebaut wurde. Al-Fariqi erwähnte auch, dass die Brücke von Hasankeyf später gebaut worden sei als die Malabadi-Brücke, die zu den frühesten Brückenbauten in der Region zählt. Der Bau der Malabadi-Brücke begann 541 AH (1146/47) unter dem Ortoqiden-Herrscher Timurtasch und wurde unter seinem Sohn Najm ad-Din Alpi vollendet. Ein Baudatum nach 541 AH (1146/47) für die Brücke entspräche auch der These einer Finanzierung des Baus durch Kara Arslan, da sein Amtsantritt auf 539 AH oder 543 AH (1144/45 oder 1148/49) datiert wird und er in Hasankeyf bis 562 AH (1166/67) herrschte.
Die gleichen Quellen variieren auch bei den Aussagen darüber, ob die Brücke vollständig neu errichtet oder auf den Fundamenten einer älteren Brücke erbaut wurde. Der deutsche Kunsthistoriker für islamische Kunst Michael Meinecke zitiert Al-Fariqi, der behauptet, die Brücke sei auf den älteren Fundamenten errichtet worden und habe eine kleinere Brücke ersetzt. Le Strange, der den Kommentar zu Ibn Hauqal zitiert, geht davon aus, dass die neue Brücke lediglich eine Sanierung der alten war; Howorth, der sich auf Saif ad-Daula bezieht, geht von einem Wiederaufbau aus.

## Geschichte

### Bau

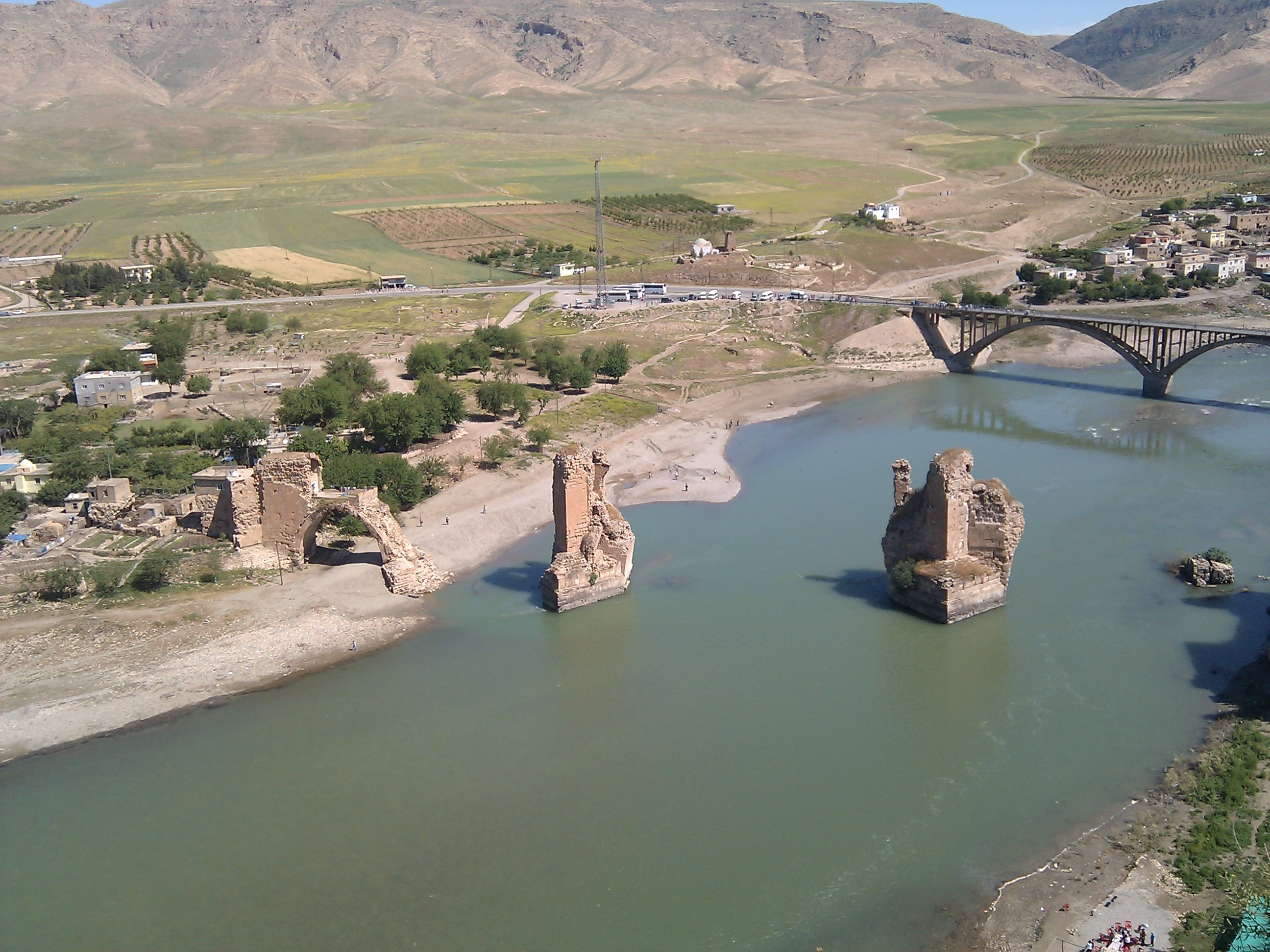
Blick auf die erhaltenen Brückenpfeiler, dahinter die 1967 eingeweihte neue Brücke.

Die Brücke besaß vier Hauptbögen. Man errichtete zwei große Bögen, die den mittleren Hauptbogen mit 40 m lichter Weite stützen sollten. Auch hier existieren unterschiedliche Aussagen zum Bau des Hauptbogens. Einige Wissenschaftler beschrieben den Hauptbogen als hölzerne Konstruktion, die in den steinernen Brückenpfeilern eingehängt war und in Kriegszeiten leicht demontiert werden konnte. Andere Quellen erwähnen keine hölzerne Konstruktion, obwohl sie die Brücke ausführlich beschreiben. Eine Quelle aus dem 17. Jahrhundert erwähnt zwar einen hölzernen Bogen, beschreibt diesen aber als Reparaturversuch nach einem Einsturz. Einig sind sich die Quellen über die Größe: Der Bogen hatte eine lichte Weite von 40 m und war damit rund 1,4 m größer als die nahe Malabadi-Brücke. Die Gesamtlänge von einem Widerlager zum anderen beträgt etwa 200 m. Meinecke merkt an, dass die Seiten der Brücke Passagen enthielten, in denen im Notfall Stadtbewohner untergebracht werden konnten. Das Vorhandensein von Pfeilschlitzen zeigt an, dass diese Passagen einen Verteidigungszweck hatten. Die Brücke könnte damit die größte ihrer Zeit gewesen sein bis zum Bau der Pont du Diable bei Céret in Südfrankreich im Jahr 1341.
Die Straße über die Brücke führte vom flachen Nordufer des Flusses zu den Klippen des Südufers. Der Hauptbogen im Zentrum wurde von kleineren Bögen flankiert, welche die Straße zur Brückenmitte ansteigen ließen. Ein vierter Bogen am Nordufer, der kleiner ist als die drei anderen und bis heute intakt geblieben ist, führte die Straße zum nördlichen Widerlager. Im Süden, wo die Fahrbahn auf den steilen Hang zur Zitadelle traf, war kein entsprechender fünfter Bogen erforderlich, und der flankierende Bogen führte direkt zum massiven Mauerwerksbau des Widerlagers. Das südliche Widerlager wird von einem gewölbten Tor durchbohrt, weshalb einige Autoren das Widerlager hier als fünften Bogen zählten.
Auf den westlichen (stromaufwärts gelegenen) Seiten der dreieckigen Strebepfeiler befindet sich eine Reihe von Reliefs, die von Estelle Whelan als Abbildung von Kara Arslans Khāṣṣakiyya- (Diener) oder Leibwächter-Korps interpretiert wurden. Fünf Reliefs von einstmals acht sind erhalten, je zwei prangten einst an den Mauern de Hauptbrückenpfeiler. Jedes zeigt eine einzelne menschliche Figur in einem hochrechteckigen Block. Der westliche Pfeiler zeigt eine Figur, die einen Kaftan trägt, Stiefel und einen Serpuş-Hut. Ihre Arme ruhen auf einem Gegenstand, der ein Pfeil oder ein Streitkolben sein könnte. Eine weitere Figur auf demselben Pfeiler ruht auf einem Bogen, eine andere hält einen Vogel.
Als die türkische Regierung 2018 begann, den Tigris am Ilısu-Damm aufzustauen, wurden die Reliefe entfernt und stehen seither im Garten des Provinzmuseums von Batman.

### Wiederaufbau unter Ayyubiden und Aq Qoyunlu
Hasan Ibn al-Munshi berichtet in seinem Taʾrīkh bait Aiyūb (822 AH), dass die Brücke im frühen 14. Jahrhundert unbrauchbar geworden war. Sie wurde unter der Herrschaft des Ayyubiden-Sultans al-Adil I. zwischen 742 und 768 AH (1341–1367) saniert.
Um 878 AH wurde die Brücke erneut repariert. Damals stand Hasankeyf unter der Herrschaft des mächtigen Aq-Qoyunlu-Fürsten Uzun Hassan, der die Stadt 1462 von den Ayyubiden erobert hatte. Der Historiker Thomas Alexander Sinclair datiert die Reparaturen mit Ziegelsteinen am erhaltenen nördlichen Bogen auf die Aq-Qoyunlu-Zeit. Meinecke sieht das Vorhandensein von Ziegelsteinmauerwerk und türkisfarben beschichteten Ziegelsteinen als Hinweis darauf, dass iranische Architekten, die auch am nahen Grab des Zeynel Bey gearbeitet hatten, die Brücke gemeinsam mit lokalen Handwerkern reparierten. Meinecke glaubt, dass sie als Leiharbeiter tätig waren, und verfolgt ihren Weg von der Arbeit an der Kabud-Moschee in Täbris (vor 870 AH) zum Istanbuler Çinili Köşk im Jahr (877 AH) und dann zum Grab und zur Brücke in Hasankeyf um 878 AH, bevor sie weiterzogen an die Freitagsmoschee von Isfahan im Jahre 880 AH.

### Osmanische Zeit
Nach Sultan Selims I. Sieg in der Schlacht von Chaldiran übernahm das Osmanische Reich im Jahr 1515 die Kontrolle über Hasankeyf. Im 17. Jahrhundert gab es nur wenige direkte Berichte über Hasankeyf und die Brücke, aber offizielle Aufzeichnungen zeigen, dass die Stadt ein wichtiger Kreuzungspunkt am Tigris blieb. Eine 1997 durchgeführte Studie über Steuern im Osmanischen Reich ergab, dass während eines Steuerzyklus etwa 858.500 Schafe die Brücke überquerten. In der zweiten Hälfte des 17. Jahrhunderts hatten die Reisen in die Region offensichtlich zugenommen. Zwei Berichte deuten darauf hin, dass die Brücke funktionsfähig blieb, wenn auch möglicherweise mit einigen Schäden.

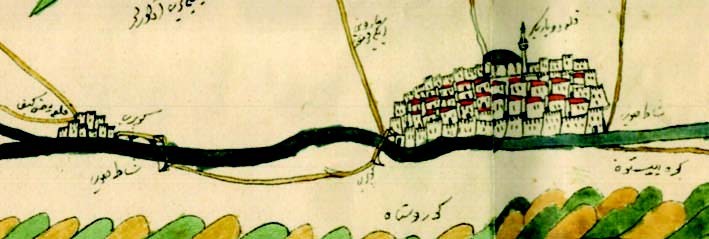
Detail einer Karte aus dem 17. Jahrhundert: Links erkennt man Hasankeyf, rechts ist die Stadt Diyarbakır zu sehen. Deutlich erkennt man die Brücke im Süden von Hasankeyf, die über den Tigris führt.

Der osmanische Reiseschriftsteller Evliya Çelebi besuchte Hasankeyf im Jahr 1656 auf seiner dritten großen Reise nach Kurdistan. Çelebis Reise aus der Region nördlich von Bagdad führte ihn über Cizre, Hasankeyf und Nusaybin und ist teilweise im Band 4 seiner Seyâhatnâme (1673) beschrieben. Auszüge aus dem noch nicht übersetzten Manuskript lassen erkennen, dass Çelebi von der „großen Brücke“ in Hasankeyf beeindruckt war. Er beklagt, die Schönheit der Brücke nicht adäquat in Worte fassen zu können. Er bemerkt, dass die Hasankeyf-Brücke im Zwickel des Hauptbogens Kammern enthielt, um Reisende aufzunehmen. Keine Quelle erwähnt die Brücke als zerstört, womit davon auszugehen ist, dass die Brücke 1656 noch intakt war.
Der junge venezianische Adlige Ambrosio Bembo reiste in den 1670er Jahren durch die Region am Tigris und erreichte Hasankeyf am 6. Februar 1673. Er hinterließ eine detaillierte Beschreibung: „Über den Fluss spannt sich eine zerstörte Steinbrücke mit vier Bögen, von denen einer eingestürzt ist und durch eine Holzkonstruktion ersetzt wurde. In der Mitte der Brücke befindet sich ein überdachter Ort, der als Wachhaus dient. Die gesamte Brücke war in der Antike überdacht. Überall sind mehrere Figuren angebracht, aber ich konnte keine Informationen von diesen unwissenden Menschen erhalten.“
Die Bedeutung von Hasankeyf sank ab dem 17. Jahrhundert und nachfolgende historische Aufzeichnungen von Südostanatolien erwähnen die Brücke nicht. Daher nimmt man an, dass die Brücke im späten 17. Jahrhundert aufgrund von Schäden unbrauchbar geworden war. Europäische Reisende des 19. Jahrhunderts beschrieben die Brücke als eingestürztes Bauwerk. Ein Bericht aus dem Jahr 1873 erwähnt, das der „einzige erhaltene Bogen“ im Jahr 1869 eingestürzt gewesen sei.

### Nach Gründung der Republik Türkei
Die erste ausführliche Architekturbeschreibung stammt von dem französischen Architekturhistoriker Albert Gabriel, der Hasankeyf im Jahr 1932 zweimal mit dem Epigraphiker Jean Sauvaget besuchte. Ihre Beschreibung wurde erstmals in Gabriels Buch Voyages archéologiques dans la Turquie orientale veröffentlicht. Diese beinhaltete detaillierte Pläne und Zeichnungen.

## Überflutung durch den Ilısu-Staudamm
Im Rahmen des Südostanatolien-Projekts wurde der Ilısu-Staudamm errichtet, der den Tigris aufstaut. Der entstandene Stausee überflutete im Jahr 2020 die ehemalige Stadt Hasankeyf und damit auch die Reste der Brücke. Der Flutung waren Notgrabungen an der Brücke vorausgegangen.